# Pia (Pyrénées-Orientales)
Pia (auf Katalanisch Pià) ist eine Gemeinde mit 11.174 Einwohnern (Stand: 1. Januar 2022) im Département Pyrénées-Orientales in der Region Okzitanien im Südwesten Frankreichs. Die Einwohner werden Pianencs genannt.

## Geographie
Pia liegt ungefähr fünf Kilometer nördlich von Perpignan sowie zehn Kilometer von der Mittelmeerküste entfernt und gehört zu den Weinbaugebieten Rivesaltes und Côtes du Roussillon.
Umgeben wird Pia von den Nachbargemeinden Rivesaltes im Norden und Westen, Claira im Norden und Osten, Bompas im Südosten und Perpignan im Süden.
Pia liegt am Flüsschen Llabanère (auch: Llevanera), im Norden begrenzt der Agly die Gemeinde.

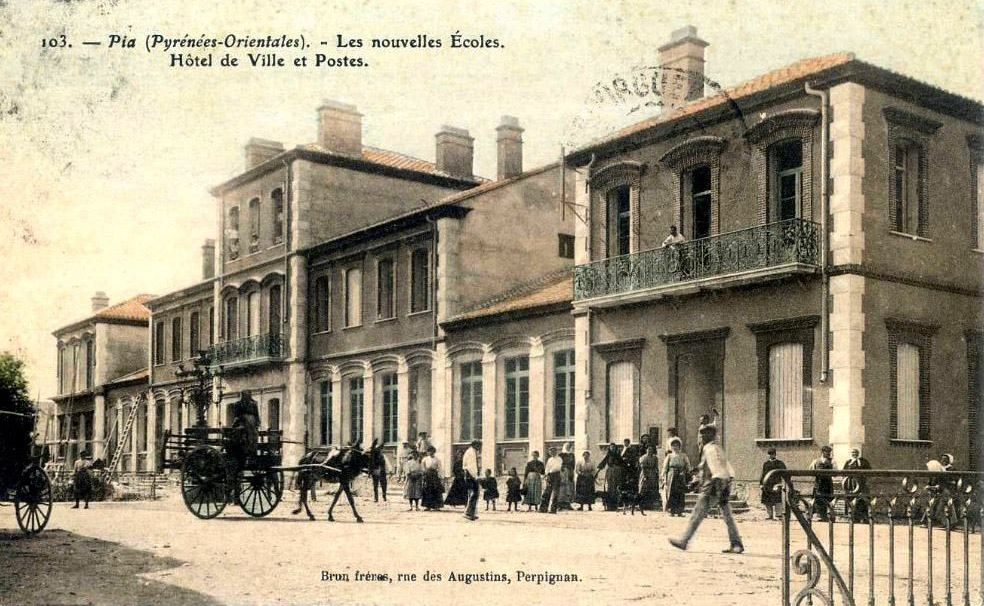
Pia

## Bevölkerungsentwicklung
Wie die stetig zunehmenden Zahlen zeigen, wird Pia immer attraktiver.
| Jahr      | 1962 | 1968 | 1975 | 1982 | 1990 | 1999 | 2006 | 2011 |
| Einwohner | 1937 | 2147 | 2503 | 3226 | 4105 | 5120 | 6882 | 7786 |